# Cartellodes vulpina
Cartellodes vulpina är en fjärilsart som beskrevs av Paul Dognin 1913. Cartellodes vulpina ingår i släktet Cartellodes och familjen mätare. Inga underarter finns listade i Catalogue of Life.